# 스트로마톨라이트

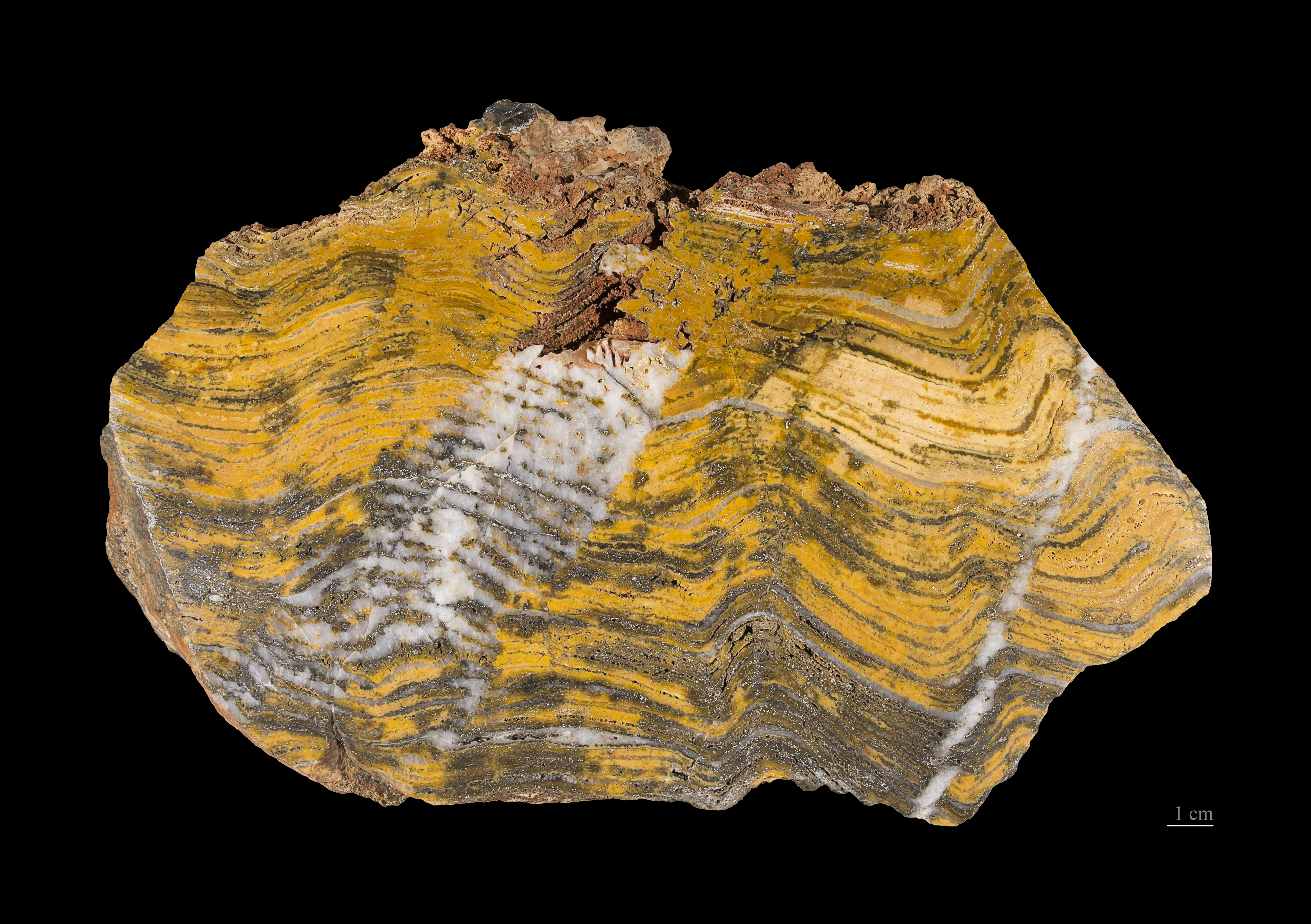
오스트레일리아 Nochiperdid 서부 스트렐리 풀 처트 (SPC, 필바라 크레이턴)의 스트로마톨라이트

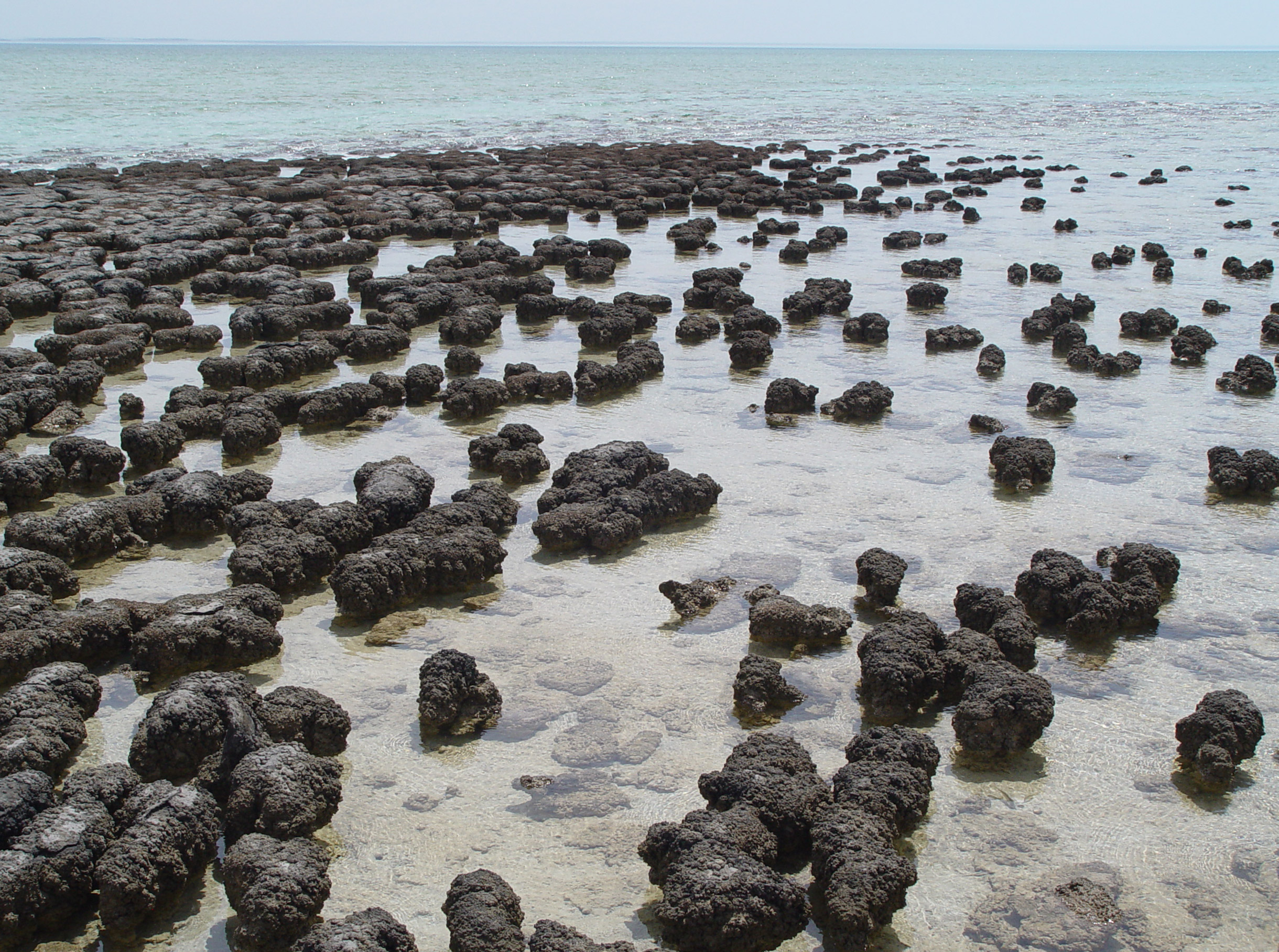
오스트레일리아 서부 샤크 만의 현생 스트로마톨라이트

스트로마톨라이트 혹은 스트로마톨리스(/stroʊˈmætoʊlaɪts/; 그리스어 στρώμα, 스트로마, 매트리스, 침대, 층, 그리고 λίθος, 리토스, 암석에서 온 단어)는 얕은 물에서 미생물, 특히 남세균으로 이루어진 미생물막에 의해 퇴적물 알갱이들이 붙잡혀 고정된 여러 층으로 이루어진 생화학적 부착구조다. 스트로마톨라이트는 35 억년 이전에 만들어진 것도 있어 지구상의 생명체가 남긴 화석 중 가장 오래된 기록을 보여준다.

## 형태

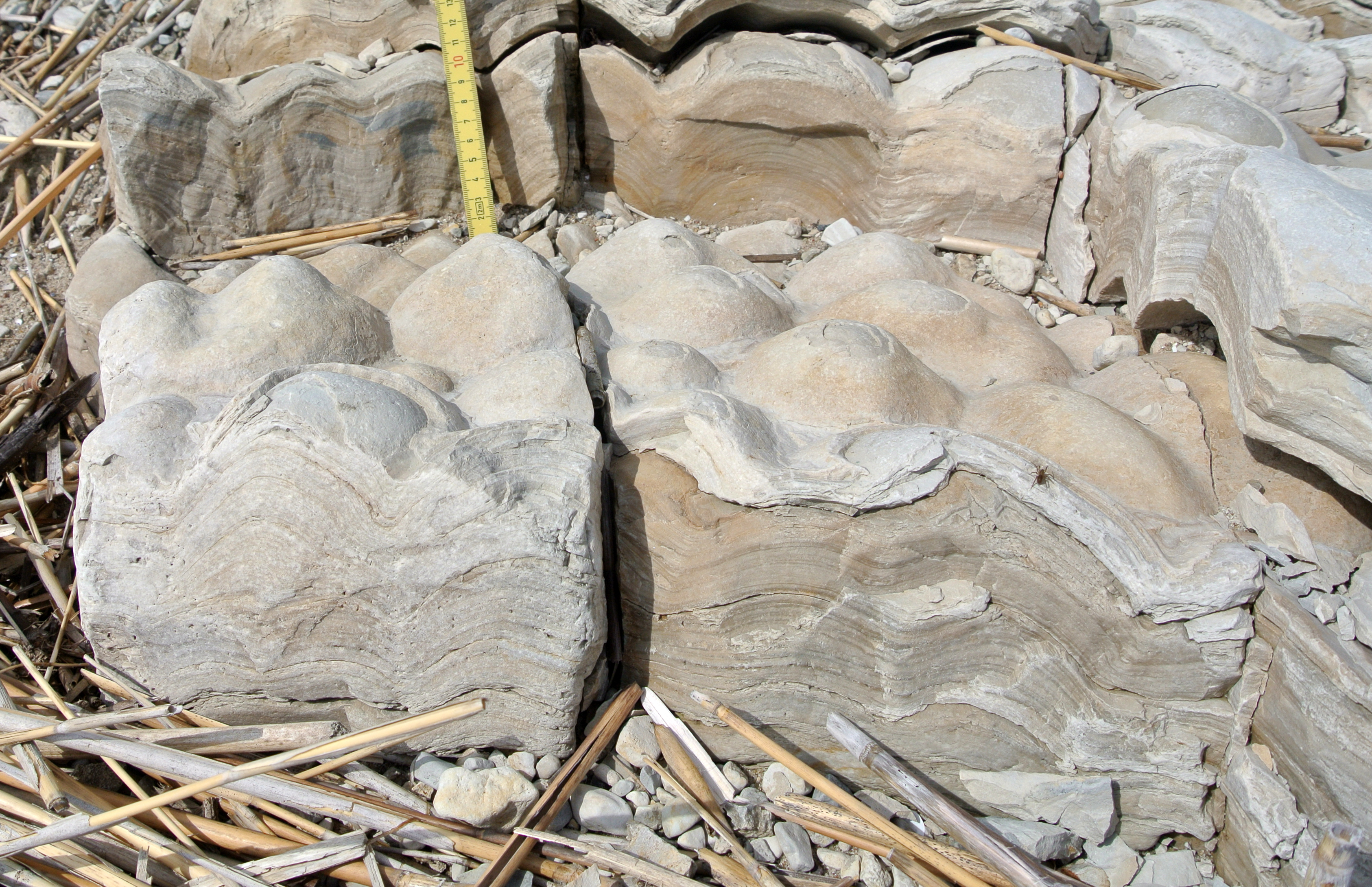
에스토니아 사레마, 퀴바사레 부근 소에기니나 지층의 스트로마톨라이트 (실루리아기, 파들라층)

스트로마톨라이트 형태는 여러 가지로, 원뿔모양, 층층이 쌓인 모양, 가지치는 모양, 돔 모양, 그리고 기둥 모양 등이 있다. 스트로마톨라이트는 선캄브리아 시대의 화석 기록에 널리 나타나지만 오늘날은 드물다. 화석 스트로마톨라이트 중에서 화석화된 미생물을 포함하고 있는 것은 매우 드물다. 몇몇 스트로마톨라이트의 특징은 생물학적 활동을 지시하며 다른 스트로마톨라이트의 특징들은 무생물 기원의 침전으로 더 잘 설명된다. 생물학적으로 형성된 스트로마톨라이트와 무생물학적으로 형성된 스트로마톨라이트를 구분하는 믿을 만한 방법을 찾는 것이 지질학에서 활발히 연구되는 분야 중 하나이다.

## 형성
연구실 환경에서 현생 스트로마톨라이트가 형성되는 장면을 타임 랩스 사진으로 기록한 것을 보면 자연상태에서 관찰되는 다양한 축적 구조에 대한 중요한 단서들을 찾을 수 있다. 낮 동안에는 강력한 자외선이 내려쬐기 때문에 스트로마톨라이트의 박테리아는 밤 동안에만 활발한 활동을 할 수 있다. 고운 알갱이의 퇴적물이 분비물과 섞여 박테리아의 편모(flagella)에 의해 활발한 활동을 하는 기간동안에 층을 이루어 쌓여간다. 따라서 스트로마톨라이트는 아주 작은 유기체들이 어느 정도 함께 일하여 만들어 내는 매우 정교한 구조로 미생물들이 혹독한 환경을 피하여 보호받을 수 있는 방법이다.

## 화석 기록

### 시생누대
시생누대의 어떤 암석층은 눈으로 보기에 현생 미생물이 만들어내는 구조와 유사성이 있어 보여서 이 구조가 아주 오래된 생명체의 증거라는 추론을 하게 된다. 즉 스트로마톨라이트라는 것이다. 하지만 다른 의견에 의하면 이 패턴은 자연적으로 퇴적된 물질이거나 다른 메카니즘에 의해 만들어진 것이기 때문에 무생물기원이라고 본다. 과학자들은 스트로마톨라이트의 얇은 층 내부에 작은 방울 형태의 유기물이 여럿 뭉쳐서 존재하는 것이라든지, 아라고나이트 미세결정(nanocrystal)의 존재, (이 둘은 모두 현생 스트로마톨라이트에 존재한다) 그리고 변화하는 환경에도 불구하고 생물학적인 신호가 지속될 수 있는지 등을 놓고 스트로마톨라이트의 기원에 대한 논쟁을 해왔다.

### 시생누대 이후

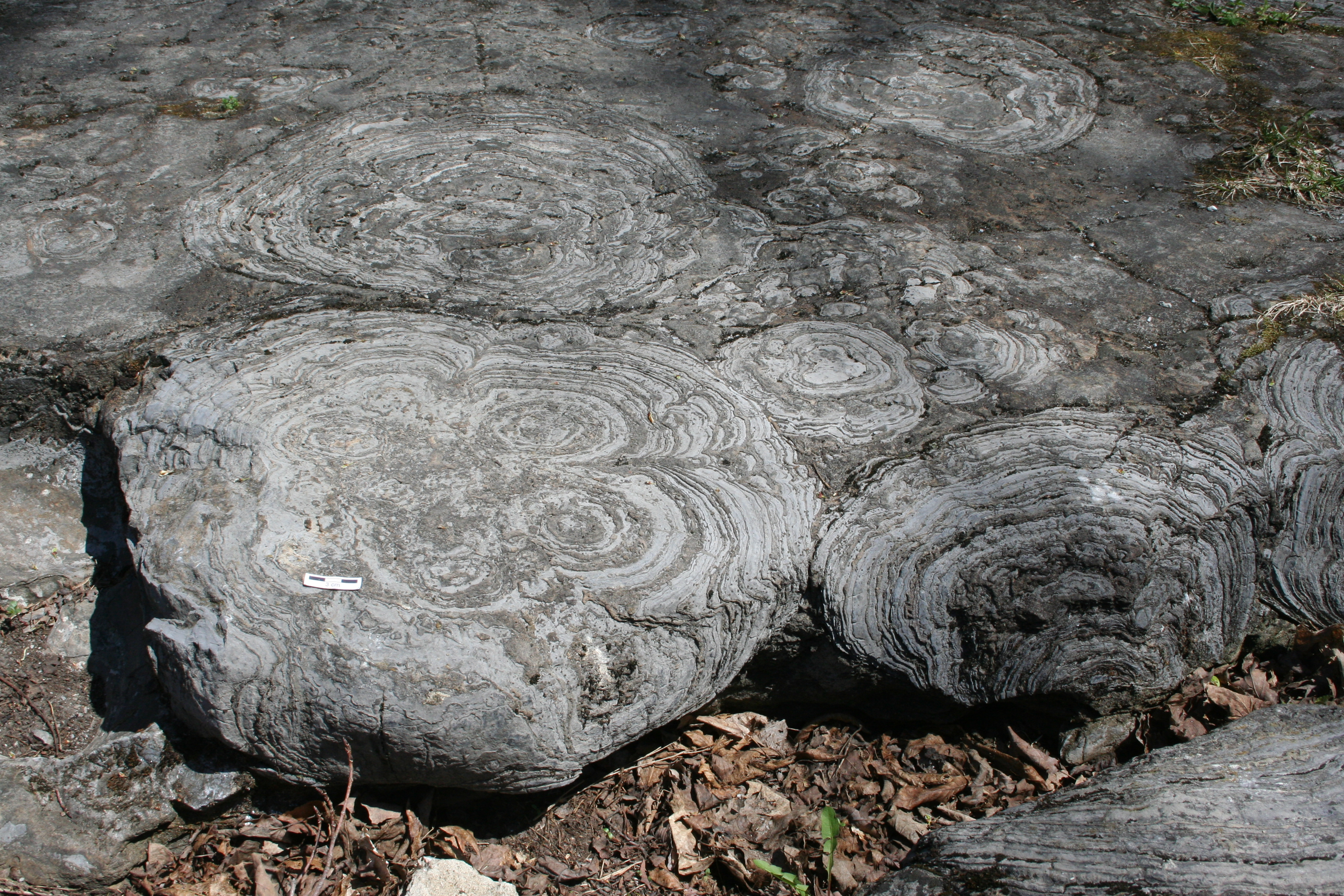
뉴욕주 사라토가 스프링크 부근 레스터 공원에서 보이는 호이트 석회암 (캄브리아기)의 스트로마톨라이트

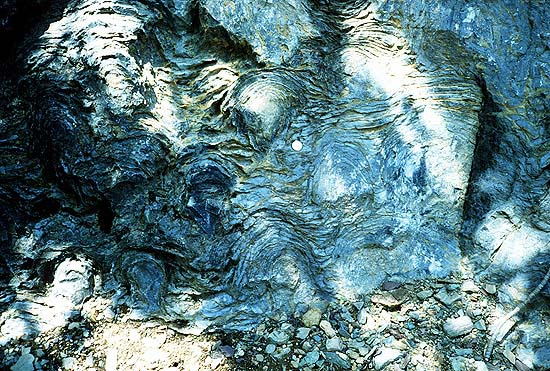
글래시어 국립공원의 시예 층에서 볼 수 있는 선캄브리아 시대의 스트로마톨라이트

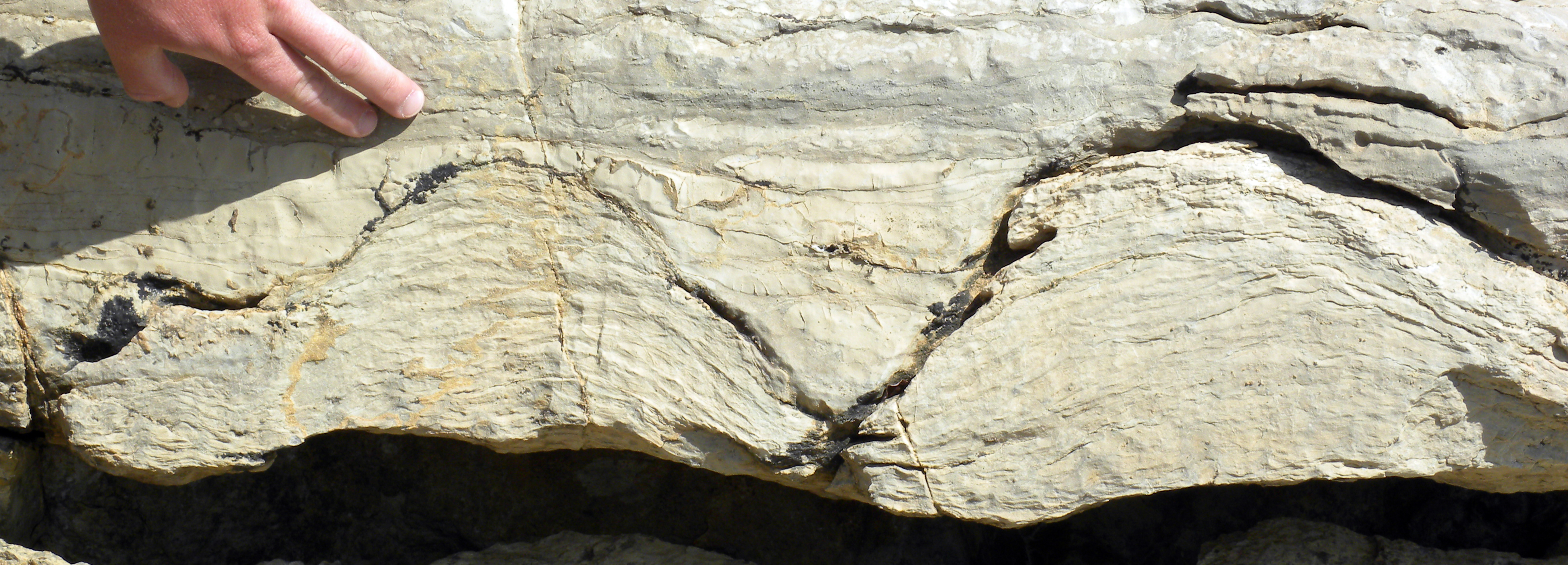
캐나다 밴프 국립공원 헬렌 호수 부근의 스트로마톨라이트 (캄브리아기 중기, 피카 층)

스트로마톨라이트는 지구상의 생명이 처음 나타난 후 35 억년간 화석 기록의 주요한 구성요소였으며 12억 5000만 년 전에 최고로 번성했다. 그 이후 풍부함과 다양성에 있어 쇠퇴하여  캄브리아기가 시작할 때쯤에는 가장 번성했던 시기의 20% 정도만 남아있었다. 가장 널리 지지되는 설명에 의하면 스트로마톨라이트를 만들던 생명체가 암석 표면의 유기물을 갉아먹는 다른 생명체에 의해 크게 피해를 받았기 때문이라는 것이다. (캄브리아기 기질 혁명) 이 이론에 따르자면 10억 년 이전에 충분히 복잡한 유기체가 많이 있었으리고 유추할 수 있다.
원생누대의 스트로마톨라이트화석은 원시적인 형태의 진핵 녹조식물이었을 수 있다. 지질기록에서 매우 흔한 스트로마톨라이트 속이 콜레니아(Collenia)이다.
표면의 유기물을 갉아먹는 생물과 스트로마톨라이트의 풍부함 간의 관계는 오르도비스기의 진화 방산 기록에서 잘 드러난다. 오르도비스기-실루리아기 멸종과 페름기 멸종 때 해양 동물들의 다수가 멸종하면서 스트로마톨라이트가 다시 번성했고 해양 생태계가 회복되면서 스트로마톨라이트는 다시 이전 수준으로 쇠퇴했다. 동물의 수 및 다양성이 변동하는 것이 스트로마톨라이트가 쇠퇴하는 유일한 요인은 아니었을 것이다. 주변환경의 화학적 조성 역시 한 요인이었을 수 있다.
원핵생물인 남세균은 세포분열을 통해 무성생식을 하며 이들은 진화적으로 더 복잡한 진핵생물이 발생할 수 있는 환경을 만드는 데 중요한 역할을 했다. 남세균은 (그리고 극한미생물인 감마프로테오박테리아 역시) 계속적인 광합성을 통해 원시 지구 대기의 산소 량을 증가시키는데 주된 역할을 했다. 남세균은 물, 이산화탄소, 그리고 햇빛을 이용해 자신의 먹이를 만들어 냈다. 점액질의 층이 남세균 세포층을 덮기도 했다. 현생 미생물 매트에서는 주변 환경으로부터 온 작은 알갱이들이 점액질에 잡혀 탄산칼슘에 의해 접착되어 석회암질의 얇은 층리를 만들어 낸다. 이런 얇은 층리가 시간이 지남에 따라 계속 쌓여 스트로마톨라이트에서 흔히 볼 수 있는 띠 모양의 패턴을 만들어 낸다. 생물학적 기원을 가진 스트로마톨라이트의 돔 모양 구조는 유기체가 광합성에 필요한 햇빛이 계속 비추게 하기 위해 필수적인 수직적 성장의 결과다. 층을 이룬 구형의 성장구조는 온콜라이트라고 불리는데 이것은 스트로마톨라이트와 유사하며 역시 화석 기록을 통해 볼 수 있다. 트롬볼라이트는 얇은 층리가 잘 발달되어 있지 않거나 거의 없는 구조로 남세균에 의해 만들어지며 화석 기록 및 현생 퇴적물에서 흔히 볼 수 있다.
나미비아 남서쪽 자리스 산맥에 위치한 쿠비스 플랫폼의 제브라 리버 협곡 지역에서는 원생누대 동안 생성된 트롬볼라이트-스트로마톨라이트-후생생물 초(reef)의 예가 매우 잘 드러나 있다. 이곳의 스트로마톨라이트는 해류 속도가 빠르고 퇴적물 유입량이 많은 조건의 업딥(updip) 구조에서 발달했다.

## 현생 스트로마톨라이트

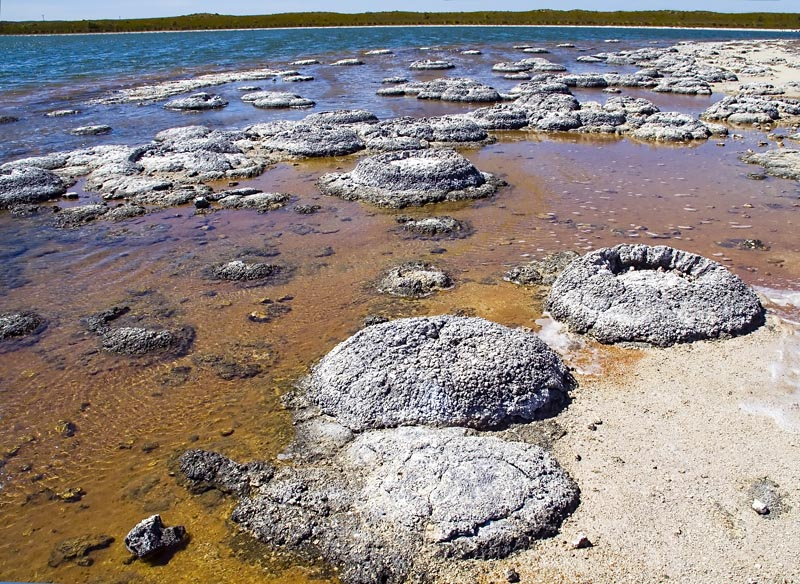
오스트레일리아 서부 테티스 호수의 스트로마톨라이트

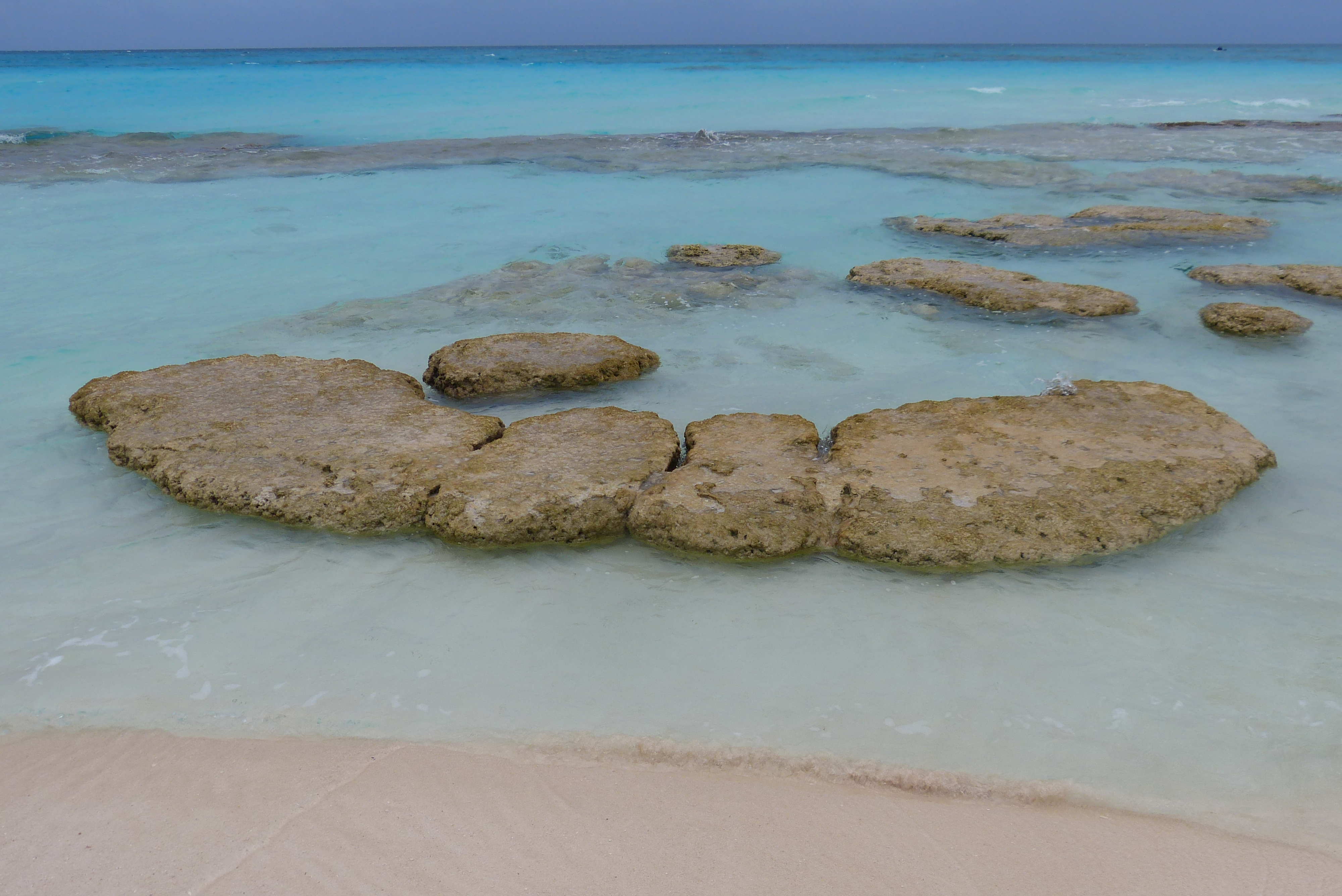
바하마 제도 엑수마스 하이본 케이의 스트로마톨라이트

현생 스트로마톨라이트는 주로 고염 호수와 석호 등 극단적으로 염도가 높아 바닥의 식물을 뜯어먹는 동물들이 활동할 수 없는 환경에서 발견된다. 이런 장소중 하나는 오스트레일리아 서부 샤크 만의 하멜린 풀 해양 자연보호구역(Hamelin Pool Marine Nature Reserve)으로 매우 훌륭한 스트로마톨라이트 표본을 오늘날에도 볼 수 있다. 브라질의 리오 그란데 도 노르테 주의 라고아 살가다 역시 비슷한 장소로 바이오험(돔 모양)과 층상 형태의 현생 스트로마톨라이트를 볼 수 있다. 내륙에 위치한 스트로마톨라이트는 멕시코 사막의 독특한 생태계인 쿠아트로 시에네가스의 염수, 그리고 멕시코의 오리엔탈 분지의 마르지형 호수인 알치치카 호수에서 찾아볼 수 있다. 개방된 해양환경에서 현생 스트로마톨라이트가 발견되는 예는 바하마 제도의 엑수마 케이가 유일하다.
2010년에 다섯 번째 형태의 엽록소, 즉 엽록소 f가 생물학자 민 첸에 의해서 샤크 만의 스트로마톨라이트로부터 발견되었다.

### 현생 담수 스트로마톨라이트

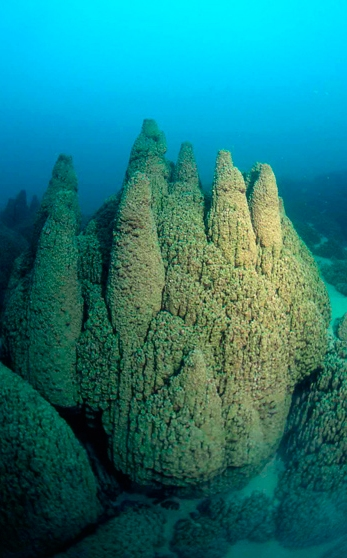
브리티시 콜럼비아 파빌리온 호수의 탑 모양 마이크로발라이트

멕시코 남부 퀸타나 루 주의  유카탄반도에 있는 라구나 바칼라에는 살아있는 거대한 마이크로발라이트(즉 스트로마톨라이트 혹은 트롬볼라이트)가 대규모로 형성되어 있다. 마이크로발라이트 층은 길이가 10 km 이상에, 어떤 곳에서는 높이가 수 미터에 달한다. 아마도 이것이 살아있는 담수 마이크로발라이트, 혹은 지구상에 살아있는 모든 생명체 가운데 가장 거대한 생명체일 것이다.
이보다 조금 남쪽으로 내려가면 혼도 강 어귀와 멕시코 국경의 바로 남쪽에 있는 벨리즈의 체투말 만에서는 1.5 km 길이의 초를 이루고 있는 스트로마톨라이트 (주로 스키토네마(Scytonema) 속에 해당한다) 가 발견된다.
터키 남부 살다 호수에서도 담수 스트로마톨라이트가 발견된다. 이 호수의 물에는 마그네슘이 풍부해서 스트로마톨라이트 구조가 히드로마그네사이트로 만들어져 있다.
또 다른 담수 스트로마톨라이트가 캐나다 브리티쉬 콜럼비아 켈리 호수와 파빌리온 호수에서 발견된다. 파빌리온 호수의 스트로마톨라이트는 담수 스트로마톨라이트로는 가장 큰 것으로 NASA 의 이종생물학(xenobiology) 연구의 일부로 연구가 되었다. 미국 항공우주국, 캐나다 우주국 및 전세계의 여러 대학들이 이 호수의 마이크로발라이트를 연구하는 프로젝트에 협력하고 있다. 파빌리온 호수 연구 프로젝트(Pavilion Lake Research Project, PLRP) 라고 불리는 이 프로젝트의 목적은 이 호수의 바닥에서 볼 수 있는 어떤 조건이 생명을 수용할 수 있는지 알아보고 환경 요인들이 어떻게 마이크로발라이트에 영향을 끼치는지 더 나은 가설을 만드는 데 있다. 프로젝트의 최종 목표는 다른 행성에서 생명이 생겨나기 위해 어떤 조건들이 중요한지 더 잘 이해하는데 있다. "매퍼"(MAPPER)라고 불리는 온라인 시민과학프로젝트도 있어서 호수 바닥을 찍은 수천 장의 사진을 살펴보며 마이크로발라이트, 조류, 그리고 기타 호수 바닥의 특징들을 사진에 태그로 달 수 있다.
캐나다 유콘 주 클린턴 크릭 부근 버려진 비소 광산의 노천갱 연못에서도 마이크로발라이트가 발견되었다. 이 마이크로발라이트는 매우 최근의 것으로 아마 1978년에 광산이 폐광된 후 형성되었을 것이다. 퇴적물 유입이 적고 석회화율이 높으며 미생물 성장이 낮은 요인 등이 결합하여 마이크로발라이트가 형성되기 시작한 것으로 보인다. 오래된 광산 자리에서 마이크로발라이트가 생겨났다는 것은 사람이 만든 환경이 미생물에 의한 석회암 형성이 가능한 환경을 조성할 수 있다는 것을 보여준다. 스트로마톨라이트를 포함한 현생 마이크로발라이트가 만들어질 수 있는 인공적인 환경을 만드는 것도 가능할 것으로 보인다.
호수가 아닌 환경에서 발견된 매우 드문 경우로 호주 뉴사우스웨일즈 주 제놀란 동굴 중 하나인 네틀 동굴에서 발견된 스트로마톨라이트가 있다. 석회암 표면에 사는 남세균이 위에서 떨어지는 칼슘이 풍부한 물을 이용하여 동굴 양쪽의 입구에서 들어오는 빛을 향해 성장하게 되었다.
방해석으로 구성된 스트로마톨라이트가 휴화산인 감비어 산의 블루 호수와 오스트레일리아 남부 남동쪽의 석회암 해안의 리틀 블루 호수를 포함해 최소한 여덟 개의 세노테 지형 호수에서 발견되었다.

## 대한민국
아래 사진은 대한민국에서 발견된 스트로마톨라이트의 사진이다. 지층은 고생대 조선 누층군 풍촌 석회암층과 막골층, 중생대 경상 누층군 대구층이다.
대한민국의 스트로마톨라이트
- 경상 누층군에 발달한 경산 대구 가톨릭대학교 스트로마톨라이트
- 조선 누층군 대기층에 발달한 스트로마톨라이트
- 조선 누층군 막골층에 발달한 스트로마톨라이트

## 같이 보기
- 영월 문곡리 건열구조 및 스트로마톨라이트 - 천연기념물 제413호, 조선 누층군 영흥층 상에 발달
- 옹진 소청도 스트로마톨라이트 및 분바위 - 천연기념물 제508호
- 경산 대구 가톨릭대학교 스트로마톨라이트 - 천연기념물 제512호, 경상 누층군 상에 발달
- 쿠아트로 시에네가스(Cuatro Ciénegas)
- 남세균
- 하멜린 풀 해양 자연보호구역(Hamelin Pool Marine Nature Reserve)
- 미생물 매트
- 미생물 기원 퇴적구조
- 온콜라이트
- 트롬볼라이트

## 추가 문헌
- Grotzinger, John P.; Knoll, Andrew H. (1999). “Stromatolites in Precambrian Carbonates: Evolutionary Mileposts or Environmental Dipsticks?”. Annual Review of Earth and Planetary Sciences 27: 313–58. Bibcode:1999AREPS..27..313G. doi:10.1146/annurev.earth.27.1.313. PMID 11543060. 2020년 5월 29일에 원본 문서에서 보존된 문서. 2008년 5월 15일에 확인함.
- Allwood, Abigail C.; Walter, Malcolm R.; Kamber, Balz S.; Marshall, Craig P.; Burch, Ian W. (2006). “Stromatolite reef from the Early Archaean era of Australia”. Nature 441 (7094): 714–8. Bibcode:2006Natur.441..714A. doi:10.1038/nature04764. PMID 16760969.
- Awramik, S.; Sprinkle, J. (1999). “Proterozoic stromatolites: the first marine evolutionary biota”. Historical Biology 13 (4): 241. doi:10.1080/08912969909386584.
- Farías, María E.; Rascovan, Nicolás; Toneatti, Diego M.; Albarracín, Virginia H.; Flores, María R.; Poiré, Daniel Gustavo; Collavino, Mónica Mariana; Aguilar, O. Mario; Vázquez, Martín; Polerecky, Lubos (2013). “The discovery of Stromatolites developing at 3570 m above sea level in a high-altitude volcanic lake Socompa, Argentinean Andes”. PLoS ONE (영어) 8 (1): 15. doi:10.1371/journal.pone.0053497. ISSN 1932-6203. 2014년 4월 14일에 확인함.